# Morimidius flavosparsus
Morimidius flavosparsus är en skalbaggsart som beskrevs av Stefan von Breuning 1939. Morimidius flavosparsus ingår i släktet Morimidius och familjen långhorningar. Inga underarter finns listade i Catalogue of Life.